# La Guadalupe, Jesús Carranza
La Guadalupe är en ort i Mexiko.   Den ligger i kommunen Jesús Carranza och delstaten Veracruz, i den sydöstra delen av landet, 500 km sydost om huvudstaden Mexico City. La Guadalupe ligger 116 meter över havet och antalet invånare är 151.
Terrängen runt La Guadalupe är platt. Runt La Guadalupe är det ganska glesbefolkat, med 29 invånare per kvadratkilometer. Närmaste större samhälle är Suchilapan del Río, 17,2 km nordväst om La Guadalupe. Omgivningarna runt La Guadalupe är en mosaik av jordbruksmark och naturlig växtlighet.